# 联盟TM-31
联盟 TM-31是俄罗斯第一艘与国际空间站对接的联盟号宇宙飞船。它于2000年10月31日当地时间07：52由联盟-U火箭发射升空，载有两名俄罗斯宇航员Sergei Krikalev和谢尔盖·康斯坦丁诺维奇·克里卡列夫，以及一名美国人威廉·谢波得（William Shepherd）。